# فابيان فاسكيز
فابيان فاسكيز (بالإسبانية: Fabián Vázquez)‏ هو متسابق الحدث مكسيكي، ولد في 20 يناير 1943 في Zimapán ‏ في المكسيك.

## وصلات خارجية
- فابيان فاسكيز على موقع اللجنة الأولمبية الدولية (الإنجليزية)
- فابيان فاسكيز على موقع أوليمبيديا (الإنجليزية)